# Järvenkylänjärvi
Järvenkylänjärvi är en sjö i kommunen Tavastkyro i landskapet Birkaland i Finland. Sjön ligger 96,5 meter över havet. Arean är 1,17 kvadratkilometer och strandlinjen är 6,65 kilometer lång. Sjön  ingår i Kumo älvs huvudavrinningsområde.   Den ligger omkring 38 km nordväst om Tammerfors och omkring 190 km nordväst om Helsingfors. 
I sjön finns ön Uudentalonsaari. 